# Patul conjugal
Patul conjugal é um filme de drama romeno de 1993 dirigido e escrito por Mircea Daneliuc. Foi selecionado como representante da Romênia à edição do Oscar 1994, organizada pela Academia de Artes e Ciências Cinematográficas.

## Elenco
- Gheorghe Dinică - Vasile Potop
- Coca Bloos - Carolina Potop
- Valentin Teodosiu
- Lia Bugnar - Stela
- Valentin Uritescu
- Geo Costiniu
- Jana Corea
- Flavius Constantinescu
- Nicolae Praida
- Paul Chiributa
- Eugen Cristian Motriuc